# Giza
Giza (arabsko الجيزة, latinizirano: al-Jīza, al-Džiza) je mesto in planotast svet v Egiptu na levem bregu reke Nil v smeri jugozahodno od starega mestnega jedra Kaira. Mesto je glavno mesto pokrajine Al Jizah in hkrati tudi del velike metropole Kairo. Območje je najbolj poznano po nekaterih najbolj svetovno znanih in veličastnih antičnih spomenikih: Velike sfinge, Velike Keopsove piramide, ki je edini preostanek 'sedmih čudes antičnega sveta' in ostalih večjih piramid in templjev (piramide pri Gizi).
- Keopsova piramida v Gizi
- Piramide pri Gizi, od leve: Keopsova, Kefrenova in Mykerinova piramida